# Катаклизмическая переменная

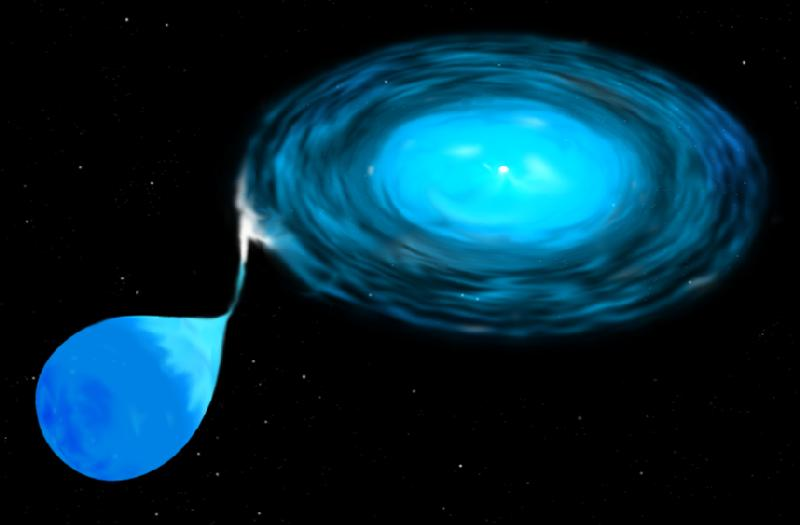
Катаклизмические переменные

Катаклизмические переменные (англ. Cataclysmic Variable(s), CV(s)) — класс астрономических объектов, относящихся к переменным звёздам и проявляющие катаклизмическую (вспышечную и проч.) активность. Представляют собой тесные двойные системы, состоящие из белого карлика (главная звезда) и компаньона, роль которого чаще всего исполняет маломассивная слабо проэволюционировавшая звезда главной последовательности, то есть красный карлик. Иногда роль компаньона может исполнять и другой объект — например, субгигант или красный гигант. Катаклизмические переменные включают в себя новые звёзды, карликовые новые, магнитные аккрецирующие звезды и ряд других представителей.

## Систематика

### Новые звёзды
Новые звезды (англ. novae) — самый ранний из известных типов катаклизмических переменных, а также наиболее заметный и известный из них благодаря исключительно большой амплитуде вспышек. В течение нескольких дней или даже часов яркость звезды увеличивается на {\displaystyle 6^{m}\div 16^{m}} звёздных величин (средние амплитуды близки к {\displaystyle 12^{m}}). Период быстрого роста яркости сменяется более или менее медленным спадом, и звезда возвращается к состоянию, предшествовавшему вспышке. Период спада яркости может колебаться от менее чем 100 дней (т. н. быстрые новые, англ. rapid novae, такие, как GK Per) до нескольких лет (предельно медленные новые, англ. extremely slow novae, такие, как RT Ser). Существует класс так называемых повторных новых, вспышки которых наблюдались неоднократно. Период между вспышками составляет обычно несколько десятков лет, средние амплитуды вспышек обычно менее {\displaystyle 10^{m}} и зависят от периода между вспышками (от {\displaystyle 8^{m}\div 10^{m}} для периода ~50 лет и до {\displaystyle 7^{m}} для периода ~26 лет). Согласно нынешним представлениям, все новые являются повторными. Причина, почему для большинства новых наблюдалась лишь одна вспышка, состоит в том, что у большинства этих новых период между вспышками очень велик.

### Карликовые новые
Карликовые новые (англ. dwarf novae) представляют собой тесные двойные системы, в которых один из компонентов является белым карликом, на который происходит аккреция материи с другого компонента. Вспышки являются результатом нестабильности аккреционного диска. Когда газ диска достигает критической температуры, происходит изменение его вязкости, результатом чего является падение газа на поверхность белого карлика, сопровождающееся выделением больших количеств гравитационной потенциальной энергии.

### Новоподобные звёзды
Новоподобные звезды (англ. nova-like stars) составляют группу катаклизмических переменных, которые трудно отождествить с перечисленными группами новых из-за недостатка данных. Эти объекты похожи на новые в минимуме блеска, у них наблюдаются быстропеременные флуктуации блеска малых амплитуд, иногда сопровождаемые затмениями. Вспышки не наблюдаются. Вероятно, большинство из них представляет собой новые звёзды, не вспыхивавшие в историческое время. Некоторые из них, вероятно, являются полярами, карликовыми новыми или симбиотическими звёздами. Представитель: UX UMa.

### Поляры
Поляры (англ. polars) — объекты с очень коротким орбитальным периодом ({\displaystyle 1^{h}.5\div 4^{h}}). Прототип, AM Her, был открыт в 1923 году. Наблюдается долгопериодическая переменность, которая характеризуется двумя различными состояниями: активное, с большей яркостью, и спокойное, с яркостью на {\displaystyle 2^{m}} звёздные величины ниже. Короткопериодичная переменность связана с орбитальным движением. Также наблюдается быстрое мерцание («фликеринг», англ. flickering). Название связано с сильной поляризацией, своейственной этим объектам. Поляры также выделяются сильным рентгеновским излучением, которое значительно более интенсивно, нежели у новых и карликовых новых. По этой причине поляры иногда относят к рентгеновским переменным. Однако не существует переходных стадий от поляров к рентгеновским переменным, хотя существуют переходные стадии к карликовым новым (так называемые переходные поляры, англ. intermediate polars); по этой причине отнесение поляров к катаклизмическим переменным обосновано.

### Общие характеристики различных классов
Несмотря на большие различия между описанными типами катаклизмических переменных, они обладают множеством общих свойств и могут быть описаны единой моделью. Сходство этих типов следующее:
- Нерегулярная периодичность с амплитудами {\displaystyle 1^{m}} и периодами {\displaystyle 10^{2}\div 10^{4}} дней;
- быстрое мерцание с амплитудами {\displaystyle 1^{m}} и периодами от секунд до часов;
- когерентные осцилляции с амплитудами {\displaystyle (10^{-3}\div 10^{-4})^{m}} и периодами {\displaystyle 10^{2}} секунд;
- периодичность, синхронная с орбитальным вращением.

Все попытки описать вспышки новых и карликовых новых были безуспешными до тех пор, пока для значительной доли этих объектов не была обнаружена двойственность. С тех пор в понимании природы этих объектов был достигнут значительный успех.